# Коровий Яр
Коровий Яр (укр. Коровій Яр) — село на Украине, находится в Краматорском районе Донецкой области, центр Коровоярского сельского совета.

## Адрес местного совета
84413, Донецкая область, Лиманский р-н, с. Коровий Яр, ул. Новосёлов, 4

## Географическое положение
Расположено на автодороге Лиман — Лозовое — Пески Радьковские в 27 км от Лимана.

## История
По легенде это село основал пан Коровинский (по другим данным, Коровченко), которого позже утопили в колодце его же собственные крепостные крестьяне.
С апреля по сентябрь 2022 был под контролем ВС РФ, 22 сентября ВСУ освободили село.

## Экономика
- свх. Северский Донец — плодовоягодный
- плодоконсервный цех "Винни Фрут"

### Объекты социальной сферы
- школа
- детский сад
- магазин